# Fools Garden

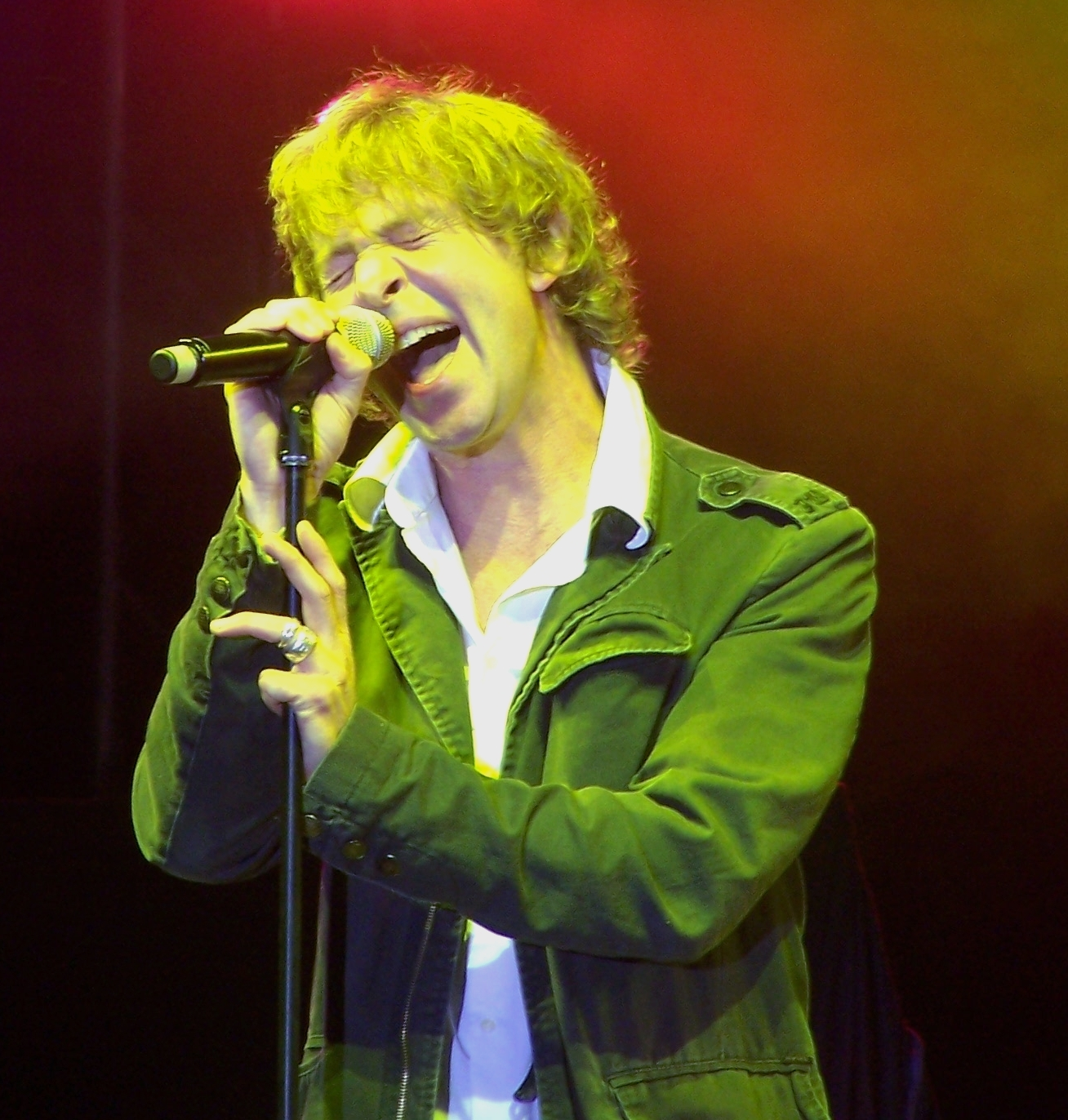
Peter Freundenthaler

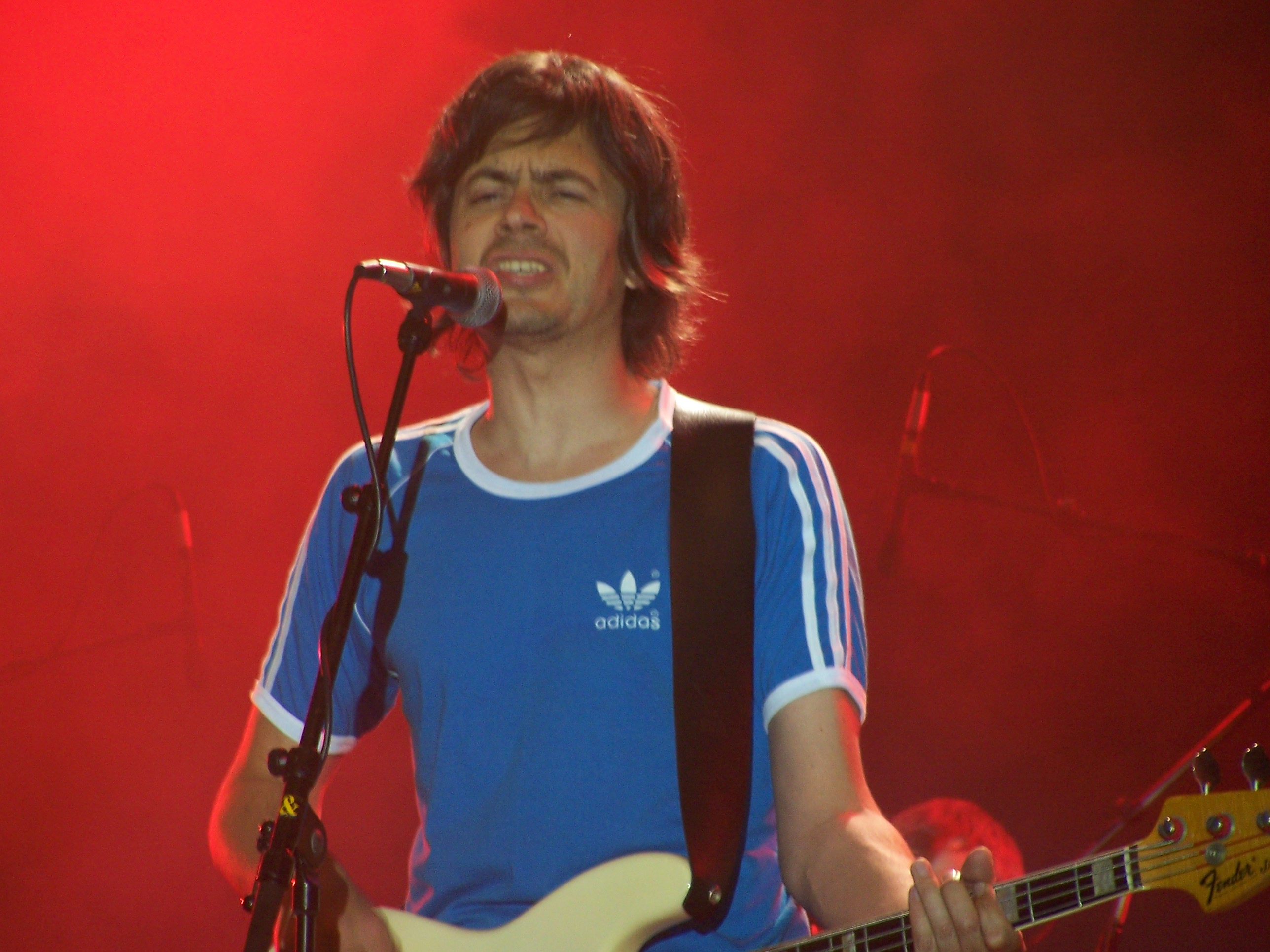
Dirk Blümlein

Fools Garden – niemiecki zespół popowy założony w 1991 przez Petera Freudenthalera, Volkera Hinkela, Thomasa Mangolda, Rolanda Röhla oraz Ralfa Wochele.
W 1991 nagrali pierwszy album Fool's Garden, w 1993 wydali album Once in a Blue Moon, dwa lata później wydali Dish of the Day wraz z najsłynniejszym utworem tego zespołu Lemon Tree.

## Dyskografia
Albumy
- 2005: Ready For the Real Life
- 2003: 25 Miles to Kissimmee
- 2000: For Sale
- 1997: Go And Ask Peggy for the Principal Thing
- 1995: Dish of the Day
- 1993: Once in a Blue Moon
- 1991: Fool's Garden

Single
- Tell Me Who I Am / Careless Games (1991)
- Spirit '91 / Once in a Blue Moon (1992)
- Wild Days (1994)
- Lemon Tree (1995)
- Wild Days (wznowienie) (1996)
- Pieces (1996)
- Why Did She Go? (1997)
- Probably (1997)
- Rainy Day (1998)
- Suzy (2000)
- It Can Happen (2000)
- Happy (Special Tour Edition) (2000)
- In The Name (2001)
- Dreaming (2001)
- Closer (2003)
- Dreaming (wersja 2004) (2004)
- Man of Devotion (2005)
- Does Anybody Know (2005)
- Cold (Italian promo) (2005)
- I Got a Ticket (2006)

## Byli członkowie
- Thomas Mangold − basista (1991−2003)
- Roland Röhl (1991−2003)
- Ralf Wochele (1991−2003)
- Gabriel Holz − gitarzysta (2003−2007)